# John Berg (konstnär)
John Ivar Berg, född 31 juli 1916 i Jonsberg,Östergötland död 2003, var en svensk konstnär.
Han var son till mästerlotsen Tyko Berg och maka född Schröder.
Berg studerade först vid Edvin Ollers och Otte Skölds målarskolor, han fortsatte därefter vid Konstakademin i Stockholm 1939–1944 samt under studieresor till bland annat Frankrike, Grekland och Italien. Han ställde ut med konstnärsgruppen Sju unga i Malmö 1942 och har medverkat i Sveriges allmänna konstförenings utställningar och i Bumerangen på Liljevalchs 1948.
Bland hans offentliga arbeten märks en 40 kvadratmeter stor mosaik i Solberga, en stucco lustro-målning i Nybohov, en emaljmålning på Gubbängens ungdomshotell och för Hudiksvalls Konsumrestaurang utförde han 1949 en större abstrakt Komposition i glas och konststen.
Berg är representerad vid Moderna museet, Norrköpings konstmuseum  och Waldemarsudde